# Vincenzo Dattilo
Vincenzo Dattilo (Cirò Marina, 16 giugno 1887 – Napoli, 17 luglio 1977) è stato un bibliotecario, giornalista e politico italiano.
Nei primi anni della sua carriera professionale pubblicò vari scritti di filosofia e psicologia, dedicandosi poi, oltre che al giornalismo, alla storia locale della sua città d'adozione, Napoli, e alla sua divulgazione. Alcuni suoi scritti, raccolti in volume nel 1938, furono dedicati alla Biblioteca nazionale di Napoli. Fu anche autore di racconti e poesie.

## Biografia
Trasferitosi con la famiglia a Napoli sin da giovane, conseguì la laurea in Giurisprudenza nel 1913 e in Lettere nel 1918 presso l'Università di Napoli, dove studiò anche i papiri ercolanesi. Iniziò la sua carriera giornalistica in giovane età, lavorando come redattore del quotidiano Roma dal 1910. Prestò servizio come volontario durante la prima guerra mondiale, venendo ferito sul fronte macedone nel 1917 e decorato con una medaglia d'argento al valor militare.
Dopo la guerra, Dattilo si impegnò in politica con il Partito Repubblicano, di cui fu segretario cittadino fino alla soppressione dei partiti d'opposizione nel 1926. Nel 1919 si candidò alle elezioni politiche nella lista degli ex-combattenti e dal 1920 fu presidente della sezione napoletana dell'Associazione Mutilati e Invalidi di Guerra. Vincendo i concorsi per l'insegnamento di materie letterarie nei ginnasi e di materie giuridiche negli istituti tecnici, insegnò al liceo Garibaldi di Napoli e in altri istituti.
Nel 1934, quando era in ruolo all'Istituto tecnico commerciale per geometri di Melfi, venne comandato alla Biblioteca nazionale di Napoli (formalmente alla Sovrintendenza bibliografica per la Campania e la Calabria, che aveva sede lì). Alla biblioteca si occupò delle acquisizioni, della catalogazione del materiale straniero e dell'ordinamento di alcuni fondi, contribuendo particolarmente all'organizzazione di varie mostre, tra cui quella dei manoscritti e carteggi di Giacomo Leopardi nel 1937. Socio dell'Associazione italiana biblioteche dal 1934 al 1967, prese parte al VI Congresso nazionale tenutosi a Napoli nel 1940. Nel frattempo continuò l'attività giornalistica e, dopo la liberazione di Napoli, passò dal Roma al nuovo quotidiano Risorgimento, collaborando anche al Nuovo Giornale di Firenze come corrispondente fino al 1945 e alle trasmissioni di Radio Napoli.
Nell'ottobre 1943 Dattilo partecipò alla ricostituzione del Partito Repubblicano Italiano nell'Italia meridionale: il simbolo del partito, la foglia d'edera, pare tra l'altro fosse stato disegnato proprio durante una riunione tenutasi nella sua casa al Vomero; nel 1945 vinse anche il concorso per bibliotecario aggregato, riservato ai professori comandati, restando però sempre alla Biblioteca nazionale di Napoli e, dallo stesso anno, lavorò anche per la sede di Napoli dell'ANSA, che in seguito diresse per circa vent'anni.
Candidato alle elezioni dell'Assemblea costituente ed eletto consigliere comunale e provinciale per il Partito Repubblicano dal 1946 al 1952, diresse inoltre il settimanale La Repubblica, pubblicato dal partito a Napoli a partire dal 1944.
Nel 1948 Dattilo aderì alla ricostituzione dell'AIB e fu eletto nel primo Comitato regionale della Sezione di Napoli, assumendo l'incarico di segretario, non venendo però rieletto l'anno successivo.
Nel 1954 fu tra i curatori del catalogo della Mostra bibliografica agostiniana organizzata dalla biblioteca. Venne collocato a riposo intorno al 1957.